# Michel Sopoćko
Pour les articles homonymes, voir Bienheureux Michel.
Michał Sopoćko, né le 1er novembre 1888 à Nowasady (Juszewszczyzna) près de Achmiany en actuelle Biélorussie et mort le 15 février 1975 à Białystok en Pologne, est un prêtre polonais, confesseur de la mystique polonaise Faustyna Kowalska et fondateur des sœurs de Jésus Miséricordieux. Il a été béatifié en 2008 et il est commémoré le 15 février selon le martyrologe romain.

## Biographie
Ordonné prêtre en 1914 après de études au séminaire catholique de Vilnius. Il devient docteur en théologie (1926) puis professeur à l'Université de Vilnius après des études à l’Université de Varsovie (1926 -1934) puis recteur de l’église Saint-Michel de Vilnius. Il poursuit aussi des études de pédagogie, et écrira  quelques livres dans ce domaine. Il lutte contre l'alcoolisme, devient confesseur de prêtres et de religieuses. 
Il rencontre sœur Faustine Kowalska chez les Sœurs de Notre-Dame de la Miséricorde : elle a auparavant des visions de ce futur confesseur, à Varsovie et à Cracovie. Il donne foi aux révélations de sainte Faustyna et devient un propagateur ardent de la Divine Miséricorde. Il permet au peintre Eugeniusz Kazimirowski de peindre cette icône de la Miséricorde divine et ce tableau fut exposé à la porte « Notre-Dame de la Miséricorde » plus connue sous le nom de « Porte de l'Aurore » à Vilnius, après Pâques 1935, le Dimanche de la divine Miséricorde, ce qui correspondait aussi à la fin du jubilé de la Rédemption du monde. 

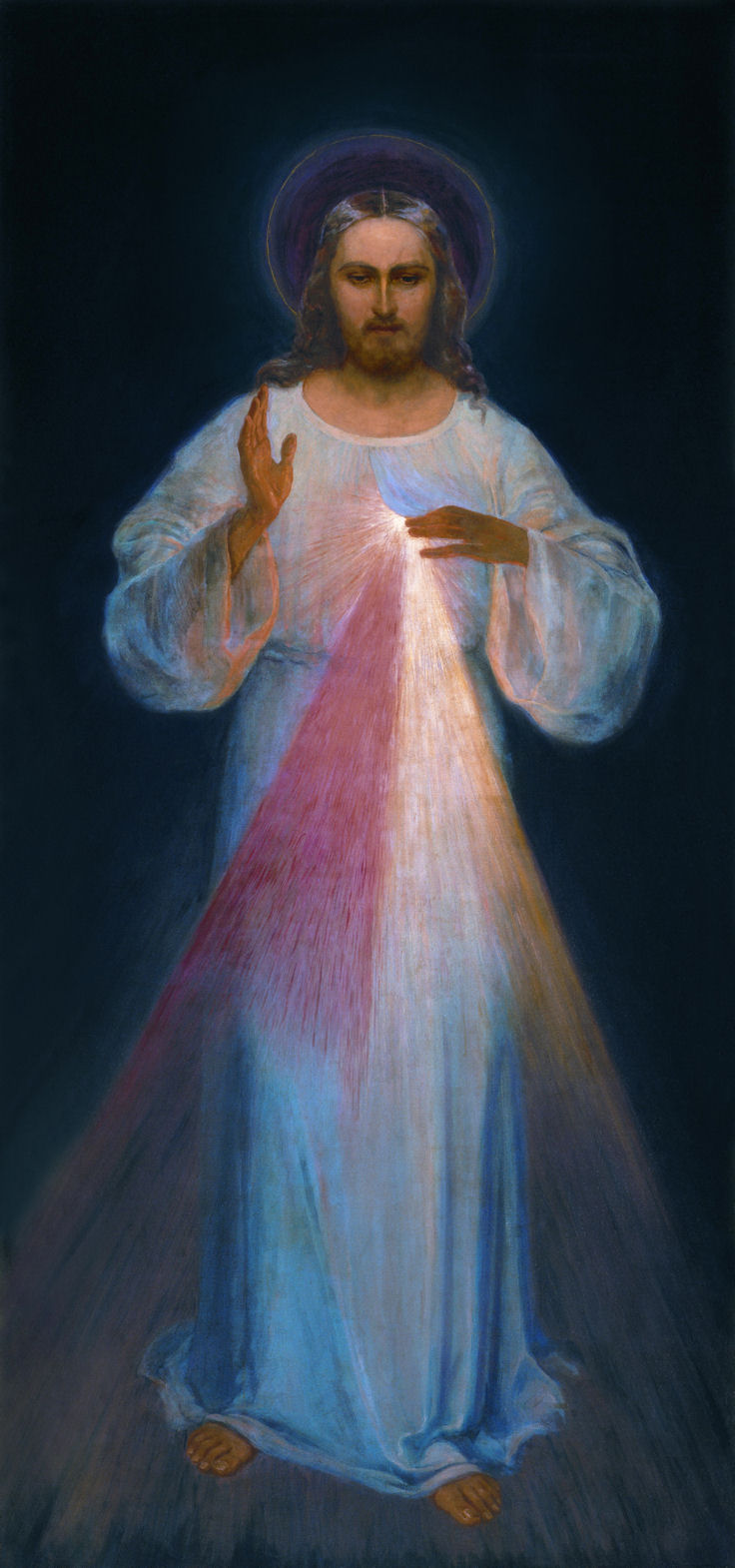
Peinture du Roi de la Miséricorde Divine, 1934, Eugeniusz Kazimirowski.

Après la mort de sainte Faustyna Kowalska, en 1938, il commence à écrire un traité sur la Miséricorde Divine : De Misericordia Dei deque eiusdem festo instituendo mais à la suite de troubles et de l'invasion soviétique, puis de l'invasion allemande qui suivit, ce traité n’est pas publié. En 1942, la Congrégation des Sœurs de Jésus Miséricordieux voit le jour : « Dieu n'opère des œuvres merveilleuses que lorsqu'elles sont absolument nécessaires pour amener les hommes à croire » (saint Jean de la Croix). 
Après la Seconde Guerre mondiale et une énième modification des frontières de la Pologne, il quitte Vilnius et s'installe à Białystok. Il achève les quatre volumes de Miłosierdzie Boga w dziełach Jego (La miséricorde de Dieu dans ses œuvres). L'abbé Michał Sopoćko mourut le 15 février 1975 à l'âge de 86 ans. 
L’année 1987 voit l’ouverture de son procès en béatification. Il est béatifié le 28 septembre 2008 à Białystok où il avait été inhumé au sein de sa congrégation. De lui, Jésus dit à sainte Faustyna, entre autres : « Il t’aidera à accomplir Ma Volonté sur la Terre. […] Écris que nuit et jour, Mon regard repose sur lui et que si je permets ces contrariétés, c’est pour augmenter ses mérites. […] Il y aura autant de fleurons dans sa couronne que d’âmes sauvées par cette œuvre. […] C'est un prêtre selon Mon cœur, ses efforts Me sont agréables. […] Sa pensée est étroitement unie à Ma pensée, sois donc sans crainte pour ce qui est de Mon œuvre, je ne le laisserai pas se tromper, et toi, ne fais rien sans son autorisation » (Le Petit Journal 53, 86, 90, 1256, 1408).

## Citation
« La Miséricorde de Dieu est la perfection de Son action qui s’abaisse aux êtres inférieurs pour les faire sortir de leur misère et pour combler leurs manques. C’est Sa volonté de faire du bien à tous ceux qui souffrent par quelque défaut et ne sont pas capables de les compléter d’eux-mêmes. Un acte singulier de miséricorde c’est la pitié et un état constant de pitié c’est la miséricorde. La relation de Dieu envers les créatures se manifeste par élimination de leurs défauts par accord de perfections, aussi grandes ou petites qu’elles soient. Accorder des perfections, considéré en soi-même, indépendamment des circonstances quelconques, est une œuvre de bonté Divine qui élargit à chacun Ses grâces selon sa prédilection. » ( La miséricorde de Dieu dans ses œuvres) 

#### Médias
- Vidéo consacrée à l'Abbé Sopocko
- (pl) Deux entretiens sur Sainte Faustine Kowalska [MP3]